# Василий Циблиев
Василий Василиевич Циблиев е руски космонавт, генерал-лейтенант, началник на Руския държавен научноизследователски изпитателен Център за подготовка на космонавти „Ю. Гагарин“.

## Биография
Роден е на 20 февруари 1954 в село Ореховка, Крим, Украйна. През 1971 г. завършва средно училище и постъпва в Харковското висше военно-авиационно училище за летци. Завършва го през декември 1975 г.

## Военна служба
Службата си като летец Циблиев започва в 296-и изтребителен полк в групата съветски войски в Германия. Там той през август 1976 г. получава квалификация „Военен летец 3-ти клас“. През ноември същата година Циблиев е прехвърлен в 85-и Гвардейски изтребителен авиационен полк, където през август 1977 г. получава квалификация „Военен летец 2-ри клас“, а през май 1979 г. – „Военен летец 1-ви клас“. Скоро след това Циблиев става командир на звено.
През ноември 1980 г. Василий Циблиев се завръща в СССР и продължава службата си като командир на звено в 161-ви авиационен полк в Одески военен окръг. През 1982 г. неговото звено е признато за най-добро в полка, а на Циблиев е присвоена квалификацията „Летец-инструктор“. През ноември 1983 г. Василий Циблиев е назначен за заместник-командир на авиационна ескадрила. Като един от най-добрите летци на полка през 1984 г. е изпратен да учи във Военновъздушната академия „Ю. Гагарин“ в Монино, Московска област в командния факултет. След нейното завършване през юли 1987 г. Циблиев получава диплом с отличие по специалността „Командно-щабна и оперативно-тактическа авиация“.

## Космическа кариера

### Обучение
На 26 март 1987 г. с решение на Междуведомствената комисия по подбор на космонавти Василий Циблиев е препоръчан за зачисляване в отряда на космонавтите на ЦПК. На 23 юли 1987 г. Циблиев е зачислен в отряда на космонавтите на длъжност кандидат за космонавт. От декември 1987 до юли 1989 г. той преминава общокосмическа подготовка и след завършването и получава квалификация „Космонавт-изпитател“.
Едва през октомври 1992 г. Василий Циблиев започва непосредствена подготовка за полет като командир на втория екипаж по програмата на основна експедиция-13 заедно с Юрий Усачев. На 24 януари 1993 той е дубльор на командира на космическия кораб (КК) „Союз ТМ-17“ Генадий Манаков.
От 8 февруари до 24 юни 1993 г. Циблиев се готви като командир на основния екипаж по програмата на 14-а основна експедиция заедно с Александър Серебров и французина Жан-Пиер Еньоре. Независимо че не е имал опит от космически полет, на 30 юни 1993 г. е назначен за заместник-началник на управлението на ЦПК.

### Първи космически полет
Първия си космически полет Василий Циблиев извършил от 1 юли 1993 до 14 януари 1994 г. заедно с Александър Серебров, а също така и с Ж. П. Еньоре, Г. Манаков, Александър Полещук, Виктор Афанасиев, Юрий Усачев и Валерий Поляков. По време на полета извършва пет излизания в открития космос с обща продължителност 14 час и 15 минути.
Завърнал се в ЦПК след завършване на следполетното възстановяване Василий Циблиев се обърнал към ръководството с молба да бъде върнат в отряда на космонавтите и на 31 март 1994 молбата му е удовлетворена.
Със заповед от 8 февруари 1995 г. на Главнокомандващия на ВВС Василий Циблиев е назначен за заместник-командир на отряда на космонавтите.
На 21 февруари 1996 г. Василий Циблиев е назначен за дубльор на командира на КК „Союз ТМ-23“ Юрий Онуфриенко.

### Втори полет
На 25 март 1996 Василий Циблиев започва подготовка за полета като командир 23-та основна експедиция с КК „Союз ТМ-25“. В екипажът са още бординженера Александър Лазуткин и космонавтът от Германия Райнхолд Евалд. В космоса работят още и с космонавтите на НАСА Джери Лененджър и Майкъл Фоул, както и екипажите на 22-ра основна експедиция – Валерий Корзун и Александър Калери и совалката „Атлантис“, мисия STS-84. По време на полета на 23 февруари 1997 г. станцията „Мир“ възниква пожар от бракуван кислороден патрон. На 25 юни 1997 г. при прекачване на автоматичния товарен кораб „ПрогресМ-34“ става сблъсък с орбиталния комплекс, което довежда до разхерметизация на модула „Спектър“.
| Полети и стартове, в които участва Василий Циблиев                                         | Полети и стартове, в които участва Василий Циблиев | Полети и стартове, в които участва Василий Циблиев | Полети и стартове, в които участва Василий Циблиев | Полети и стартове, в които участва Василий Циблиев | Полети и стартове, в които участва Василий Циблиев | Полети и стартове, в които участва Василий Циблиев |
| Номер п/п                                                                                  | Дата на старта                                     | Космически кораб                                   | Дата на кацане                                     | Космически кораб                                   | Длъжност                                           | Продължителност                                    |
| ------------------------------------------------------------------------------------------ | -------------------------------------------------- | -------------------------------------------------- | -------------------------------------------------- | -------------------------------------------------- | -------------------------------------------------- | -------------------------------------------------- |
| 1                                                                                          | 1 юли 1993                                         | Союз ТМ-17                                         | 14 януари 1994                                     | Союз ТМ-17                                         | Командир                                           | 196 денонощия, 17 часа, 45 минути и 22 секунди.    |
| 2                                                                                          | 10 февруари 1997                                   | Союз ТМ-25                                         | 14 август 1997                                     | Союз ТМ-25                                         | Командир                                           | 184 денонощия, 22 часа, 7 минути и 40 секунди.     |
| Обща продължителност на престоя в космоса – 381 денонощия, 15 часа, 53 минути и 2 секунди. |                                                    |                                                    |                                                    |                                                    |                                                    |                                                    |

Извършил е шест излизания в открития космос с обща продължителност 19 часа и 11 минути.

## Семейство
- Съпруга – Лариса Ивановна.
- Син Василий (роден 1978) и дъщеря Виктория.

## Награди
- Герой на Русия (14 януари 1994) – за мъжество и героизъм, проявени по време на космическия полет на орбиталния научноизследователски комплекс „Мир“[1]
- Орден „За заслуги пред Отечеството“ – III степен (10 април 1998) – за мъжество и героизъм, проявени по време на продължителния космически полет на орбиталния научноизследователски комплекс „Мир“[2]
- Медал „За военни заслуги“
- Медал „За отличие във военната служба“ – II степен
- осем юбилейни медала на Министерствата на отбраната на СССР и Русия
- Медал „За укрепване братството по оръжие“ (България)
- Медал на НАСА „За обществени заслуги“ (NASA Public Service Medal).
- Летец-космонавт на Русия (14 януари 1994) – за успешно осъществен космически полет на орбиталния научноизследователски комплекс „Мир“ и проявени при това висок професионализъм[3]
- Лауреат на премията „В. Висоцки“ „Неговата песен“